# Eugen Polz

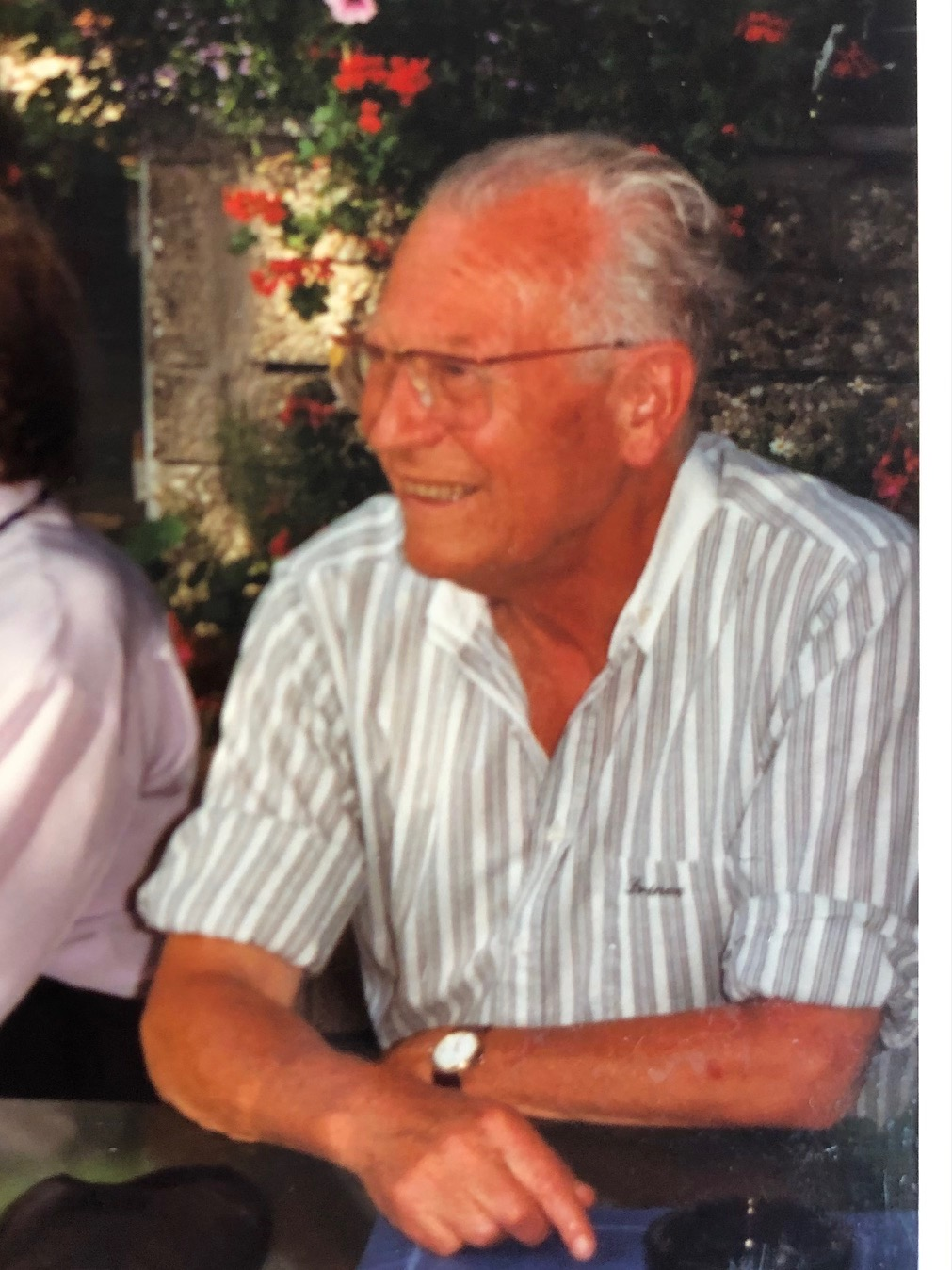
Eugen Polz (1920–2000)

Eugen Polz (* 16. Mai 1920 in München; † 3. März 2000 in Gammertingen) war ein deutscher Lungenfacharzt und Aktivist der Jugendarbeit in Bayern.

## Leben
Eugen Polz wurde als viertes Kind eines bayerischen Beamten in München geboren und besuchte dort das Wittelsbacher-Gymnasium. Im April 1939 wurde Polz zum Reichsarbeitsdienst eingezogen und nach Kriegsbeginn zur Wehrmacht überführt. Im Juli 1940 wurde er nach einer Schussverletzung in den Sanitätsdienst versetzt und begann im Wintersemester 1942/43 in München ein Medizinstudium, das er jedoch infolge einer Lungentuberkulose unterbrechen musste und erst im Winter 1944/45 in Tübingen fortsetzen konnte. Nach der Wiedereröffnung der Münchner Universität absolvierte Polz das restliche Studium in seiner Heimatstadt und legte 1950 das medizinische Staatsexamen ab. Anschließend absolvierte Polz am Tuberkulosekrankenhaus Harlaching sein Pflichtassistentenjahr und war anschließend unter Prof. Dr. Kurt Lydtin (1894–1988) als Assistenzarzt tätig, zuletzt im Ausweichkrankenhaus Schönbrunn, wo er seine Ausbildung zum Lungenfacharzt begann. Die praktische Tätigkeit als Arzt wurde unterbrochen, nachdem Polz im April 1953 zum Präsidenten des Bayerischen Jugendringes berufen worden war. 1955 promoviert, setzte Polz seine Facharztausbildung 1957 an der Thoraxchirurgischen Klinik rechts der Isar in München fort. Seit 1971 arbeitete Polz an der Lungenklinik St. Blasien, deren Leitung er 1974 als Nachfolger von Fritz Brecke übernahm und bis zu seinem Ruhestand innehatte. Polz war seit 1950 mit Ria Göckel (1923–2018) verheiratet, die wie ihr Ehemann in vielfältiger Weise in der ehrenamtlichen Jugendarbeit tätig war. Die Gastwirtstochter stammte aus Gammertingen auf der Schwäbischen Alb, wo das Ehepaar nach der Pensionierung von Polz seine letzten Lebensjahre verbrachte.
Schon als Jugendlicher hatte sich Polz in der katholischen Laienbewegung engagiert. Unmittelbar nach Kriegsende beteiligte er sich aktiv am Aufbau neuer demokratischer Strukturen der Jugendarbeit in Bayern. 1947/48 war er Diözesanjugendführer in München-Freising und zählte in dieser Zeit zu den Initiatoren eines Gesamtverbandes der Bayerischen Jugend, der unter dem Namen Bayerischer Jugendring bis heute besteht. 1949 gründete Polz die Jugendsiedlung Hochland und leitete diese in den ersten Jahren ihres Bestehens nebenamtlich, tatkräftig unterstützt von seiner Frau. Die Einrichtung reagierte in den Nachkriegsjahren auf die akuten Nöte von heimatlosen Jugendlichen und stellte Wohnraum und Ausbildungsplätze zur Verfügung. Der 1950 gegründete Trägerverein Jugendsiedlung Hochland Königsdorf e.V. und die Einrichtung bestehen unter veränderten Vorzeichen bis heute. Daneben war Polz über viele Jahre im Redaktionskollektiv der 1947 gegründeten Werkhefte katholischer Laien aktiv, die sich in den 1950er Jahren „zum wohl profiliertesten Organ des zu dieser Zeit entstehenden bundesdeutschen Linkskatholizismus“ entwickelten.